# Harnischia atrophus
Harnischia atrophus är en tvåvingeart som först beskrevs av Jean-Jacques Kieffer 1913.  Harnischia atrophus ingår i släktet Harnischia och familjen fjädermyggor. Inga underarter finns listade i Catalogue of Life.